# Torre Cervati
Torre Cervati era una delle strutture militari di Napoli, sita in zona Fuorigrotta, di cui oggi rimangono solo alcuni resti.
La struttura, precisamente, era locata in via Torre Cervati, tra via Manzoni e via Caravaggio; anch'essa, come la vicina Torre Ranieri, venne costruita nell'alto medioevo. Apparteneva, in origine, ai marchesi Cervati. In seguito, venne quasi interamente distrutta per motivi poco chiari.
Rimangono visibili resti del muro perimetrale e la lapide settecentesca che ricorda l'episodio in cui fu emesso il regio bando per i dodici cacciatori intrufolatisi nella masseria del marchese Pietro Patrizi di Ripacandida.